# Maidan, Suceava
Maidan este un sat în comuna Cacica din județul Suceava, Bucovina, România. Aici se poate ajunge pe un drum: din satul Pârteștii de Sus urmând indicatorul rutier spre satul Solonețu Nou, iar de aici mergând pe un drum betonat și parțial pe un drumeag pietruit aflat de-a lungul pârâului Soloneț sau din satul Poiana Micului, mergând pe o potecă turistică marcată cu cruce albastră (cca 1h).

## Istoric
Satul se află așezat la nord-vest de Cacica, în mijlocul unei păduri, și este mărginit numai la sud-est cu satul Solonețu Nou. Aici s-au stabilit în anul 1826 câteva familii de coloniști din Galiția centrală și anume Tcaci, Voloșciuk, Humeniuk, Sporneak, Halevici, Ștefuriak, Pavliuk, Hancer, Borșa, Fisko, Karpiuk, Molner, Marciuk, Schumanski, sosite aici după ocuparea Bucovinei de către Imperiul Habsburgic. Numele satului provine de la localitatea din care au venit coloniștii, „Maidan” (astăzi există patru sate cu acest nume în regiunea Ivano-Frankivsk a Ucrainei) - care înseamnă în limba ucraineană loc de adunare sau loc de joacă. 
Coloniștii erau de etnie ucraineană și de religie greco-catolică și s-au așezat pe malul pârâului Soloneț, într-o zonă aflată astăzi în satul Solonețu Nou, dar după venirea coloniștilor slovaco-polonezi, mai numeroși, au trebuit să se mute mai spre vest, înspre mijlocul pădurii. Ei trăiau la început din confecționarea de ciubere, butoaie și diferite articole din lemn pe care le vindeau apoi pe cereale în satele de câmpie; mai târziu, ei au început să se ocupe cu creșterea animalelor, cu diferite activități forestiere și cu producerea de potasă. Date importante din istoria satului; 
Parohia greco-catolică a fost înființată în 1843, iar o primă capelă a fost construită în 1845 pe locul vechiului cimitir. Biserica actuală datează din perioada 1912-1914. O primă școală a fost înființată în 1915; actuala clădire a școlii a fost construită în anii 1934-1936. Satul a fost evacuat în 1944 din cauza apropierii frontului. După război, mai multe familii au emigrat în Cehoslovacia și Polonia. Cultul greco-catolic a fost interzis în 1948, biserica satului fiind transformată în biserică ortodoxă, dar păstrându-și ritualul liturgic greco-catolic. Liturghia se celebrează în limba ucraineană, iar biserica aparține din 1995 de Vicariatul Greco-Catolic Ucrainean din România, parte componentă a Eparhiei de Baia Mare.
Satul a început să se depopuleze, mai multe familii migrând în perioada 1960-1990 către orașele industrializate din zonă. În anul 2008 mai locuiau în sat doar 50 de familii. Școala a fost închisă, clădirea ei fiind renovată și transformată în anul 2014 în cămin cultural. Păstrarea tradițiilor, a cântecelor și a limbii s-a făcut cu aportul bisericii în jurul căreia se desfășurau majoritatea activităților culturale și religioase. În jurul bisericii activează și astăzi grupul vocal Maidancek, coordonat de preotul paroh greco-catolic Nicolae Nicolaișen.

## Populație
Conform recensământului din 2002, populația satului Maidan era de 139 locuitori.
Componența etnică a populației:
| Grup etnic | Populație | % Procentaj |
| ---------- | --------- | ----------- |
| Ucraineni  | 95        | 68,3%       |
| Polonezi   | 35        | 25,2%       |
| Români     | 9         | 6,5%        |

Împărțirea populației în funcție de limba maternă:
| Limbă maternă | Populație | % Procentaj |
| ------------- | --------- | ----------- |
| Ucraineană    | 95        | 68,3%       |
| Poloneză      | 35        | 25,2%       |
| Română        | 9         | 6,5%        |

## Obiective turistice
- Biserica „Sf. Nicolae” din Maidan - de confesiune greco-catolică ucraineană

## Imagini

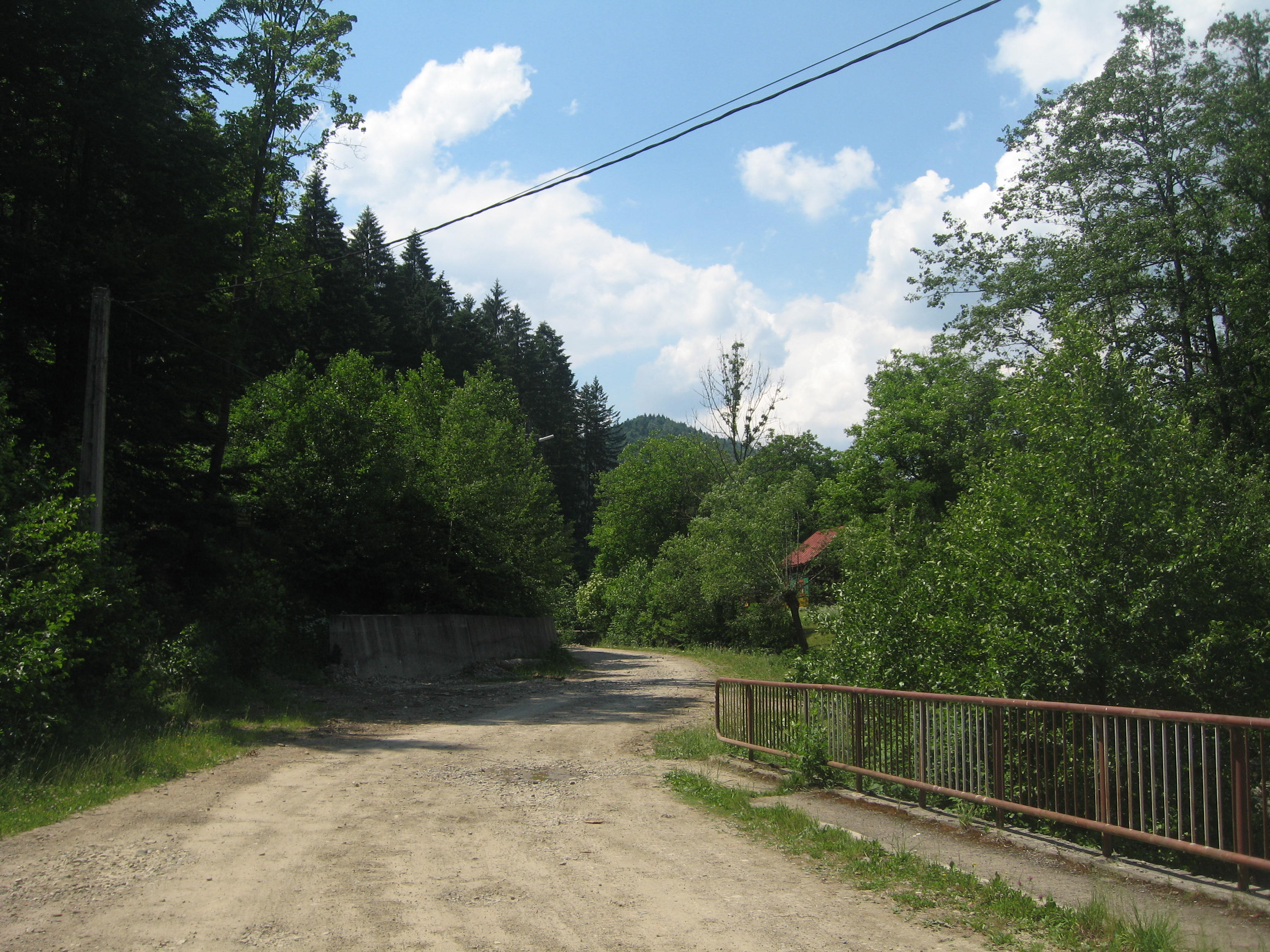
Drumul între Soloneţu Nou şi Maidan
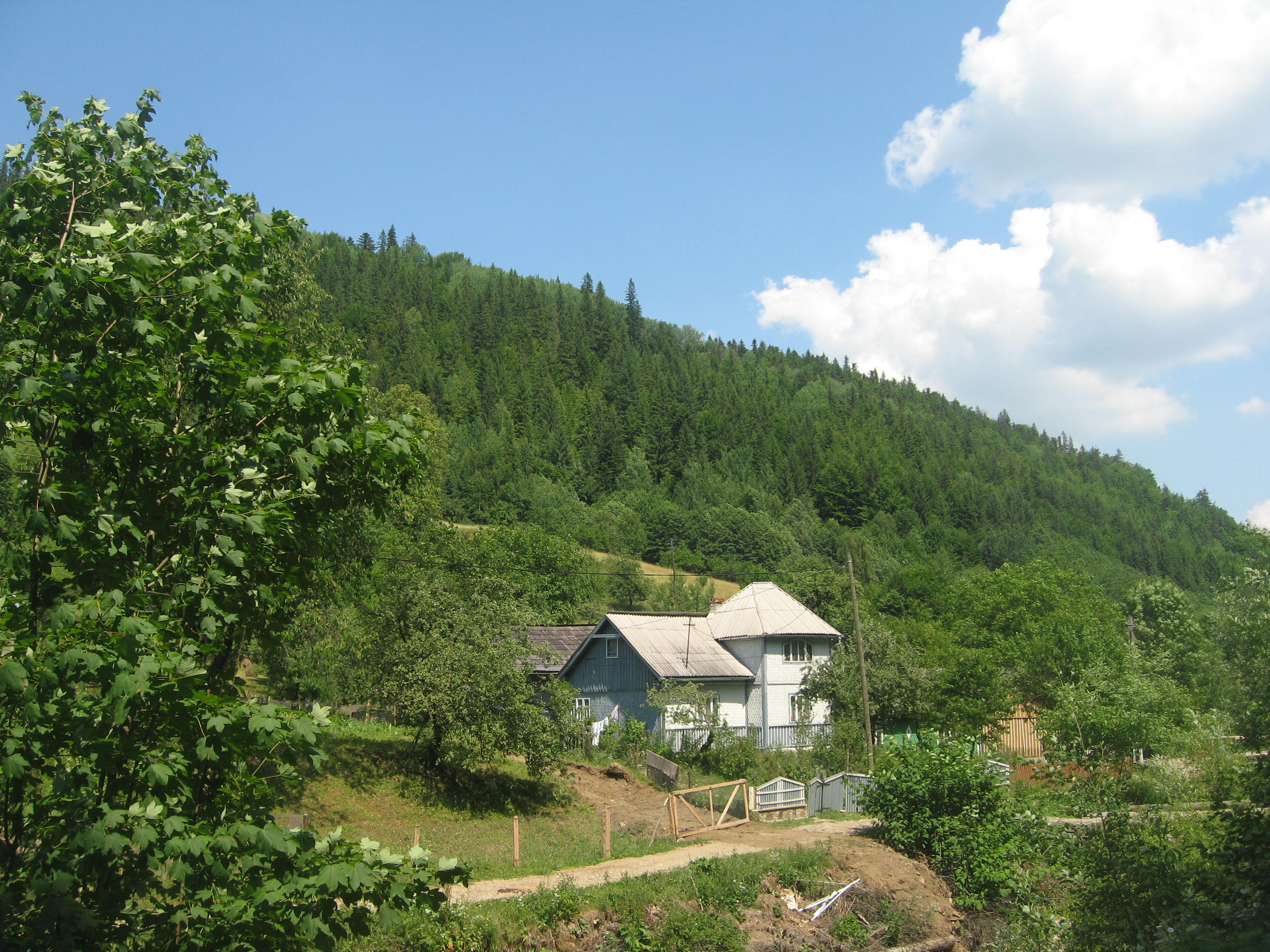
Imagine din satul Maidan
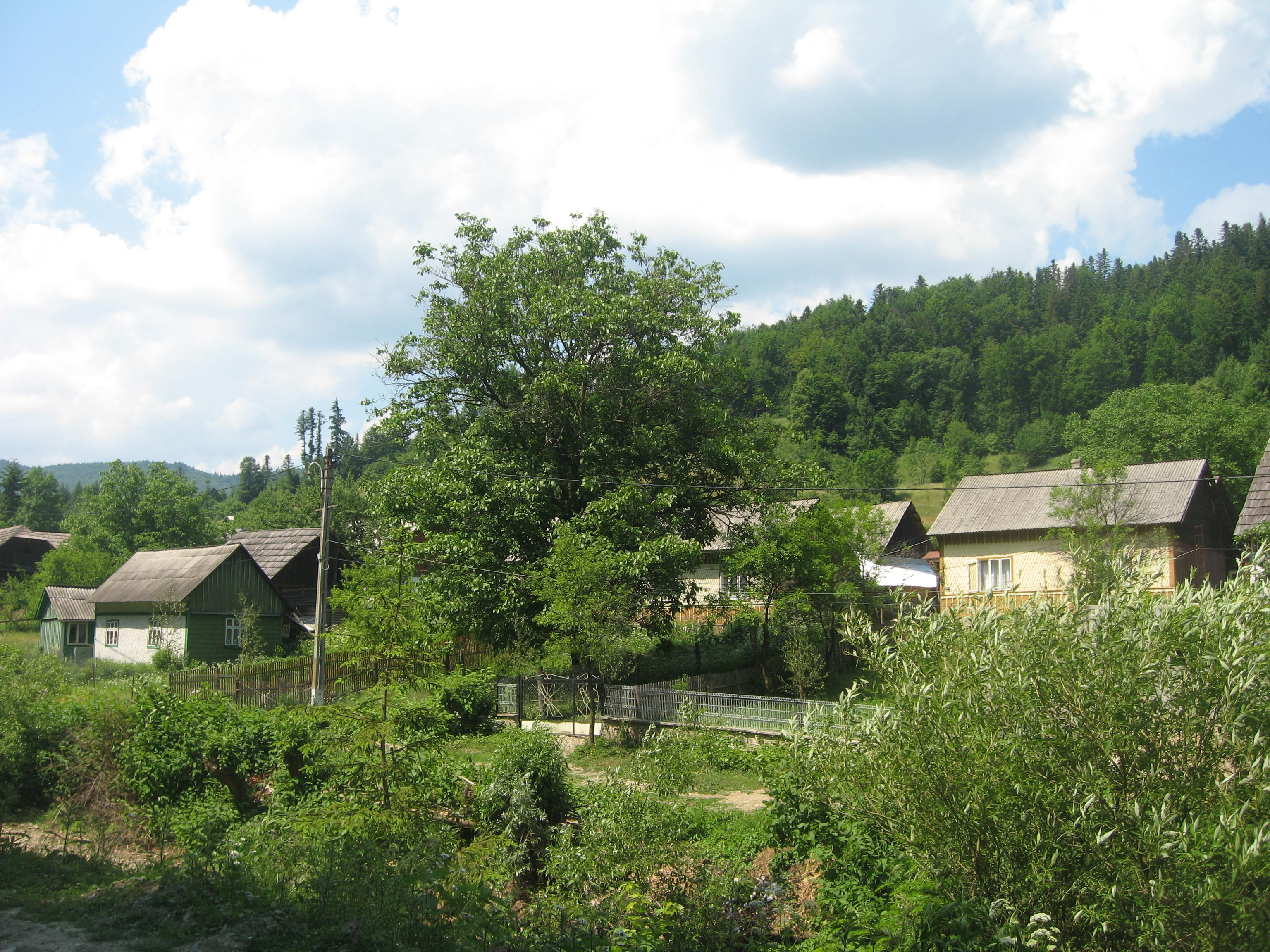
Imagine din satul Maidan
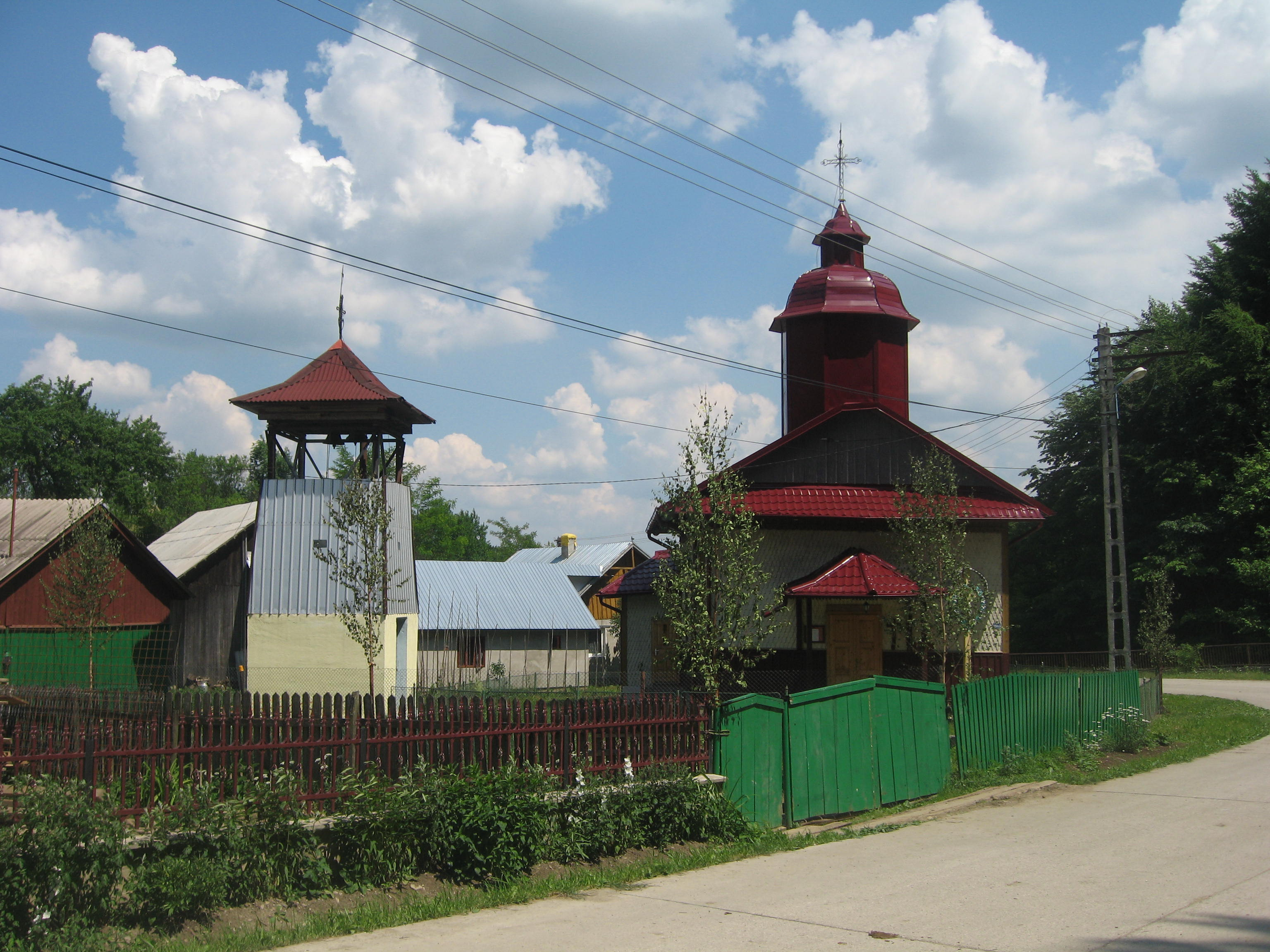
Biserica greco-catolică ucraineană din Maidan
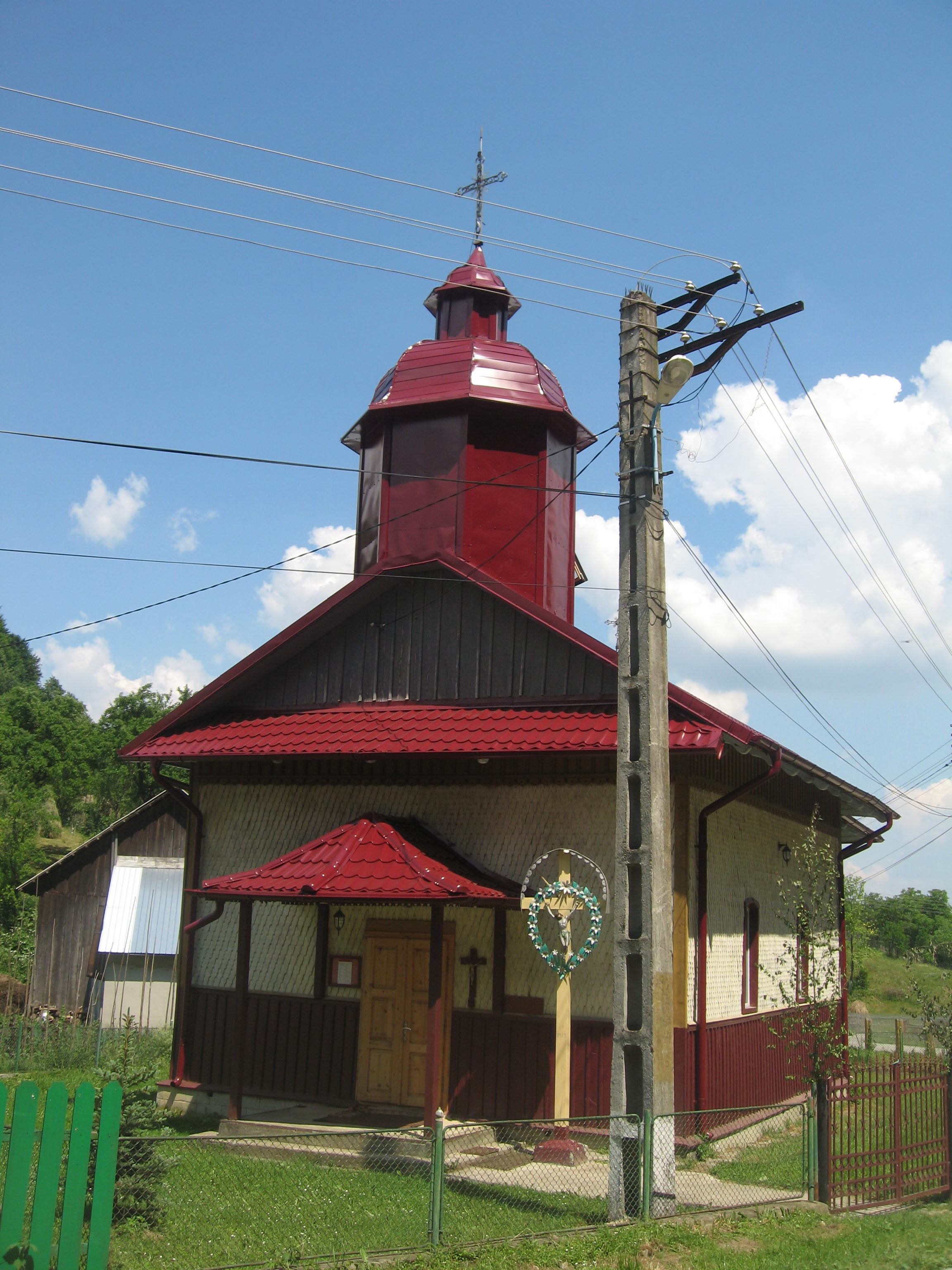
Biserica greco-catolică ucraineană din Maidan
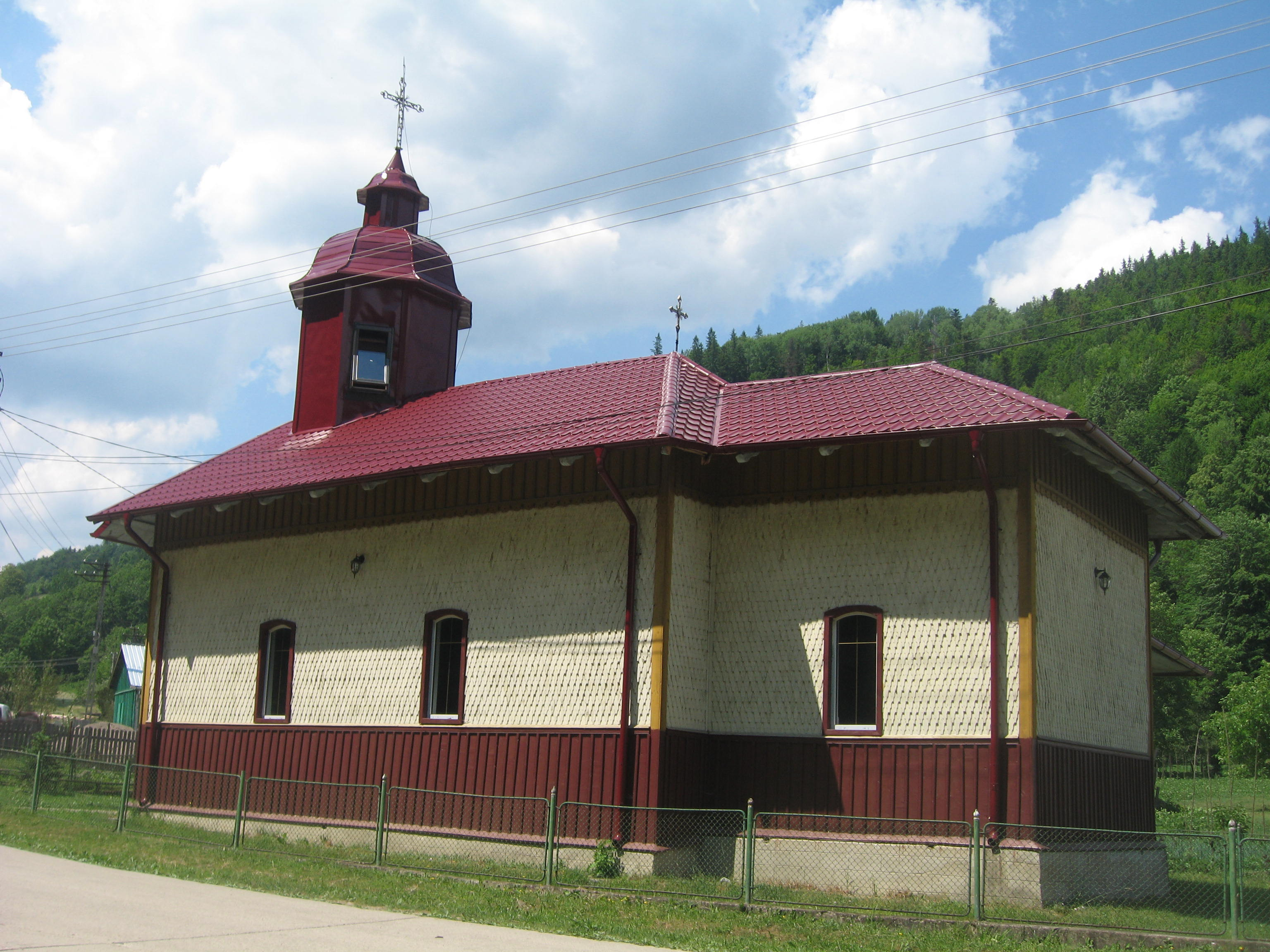
Biserica greco-catolică ucraineană din Maidan